# Los Toldos (Santa Cruz)
Los Toldos és un jaciment arqueològic, a la província de Santa Cruz (Argentina), en el qual s'han trobat restes de la presència humana que daten de fa gairebé 13.000 anys. A prop, a la mateixa regió de la Patagònia, han estat trobats els jaciments prehistòrics Cova de les Mans, Piedra Museo i El Ceibo, que també proporcionen variats artefactes lítics i d'ossos.

## La Cova 3
L'anomenada Cova 3 es troba al costat d'un barranc. La seva altura és de 1,90 m, la seva profunditat és de 22 m, la seva amplada màxima és de 20 m i la mínima és de 4 m. L'entrada de la cova té aproximadament 12 metres d'ample. Les excavacions realitzades per l'arqueòleg Augusto Cárdich i un equip d'especialistes i estudiants de la Universitat Nacional de La Plata (UNLP), han recuperat a la Cova 3 dotze estrats arqueològics, fins a la profunditat de dos metres:

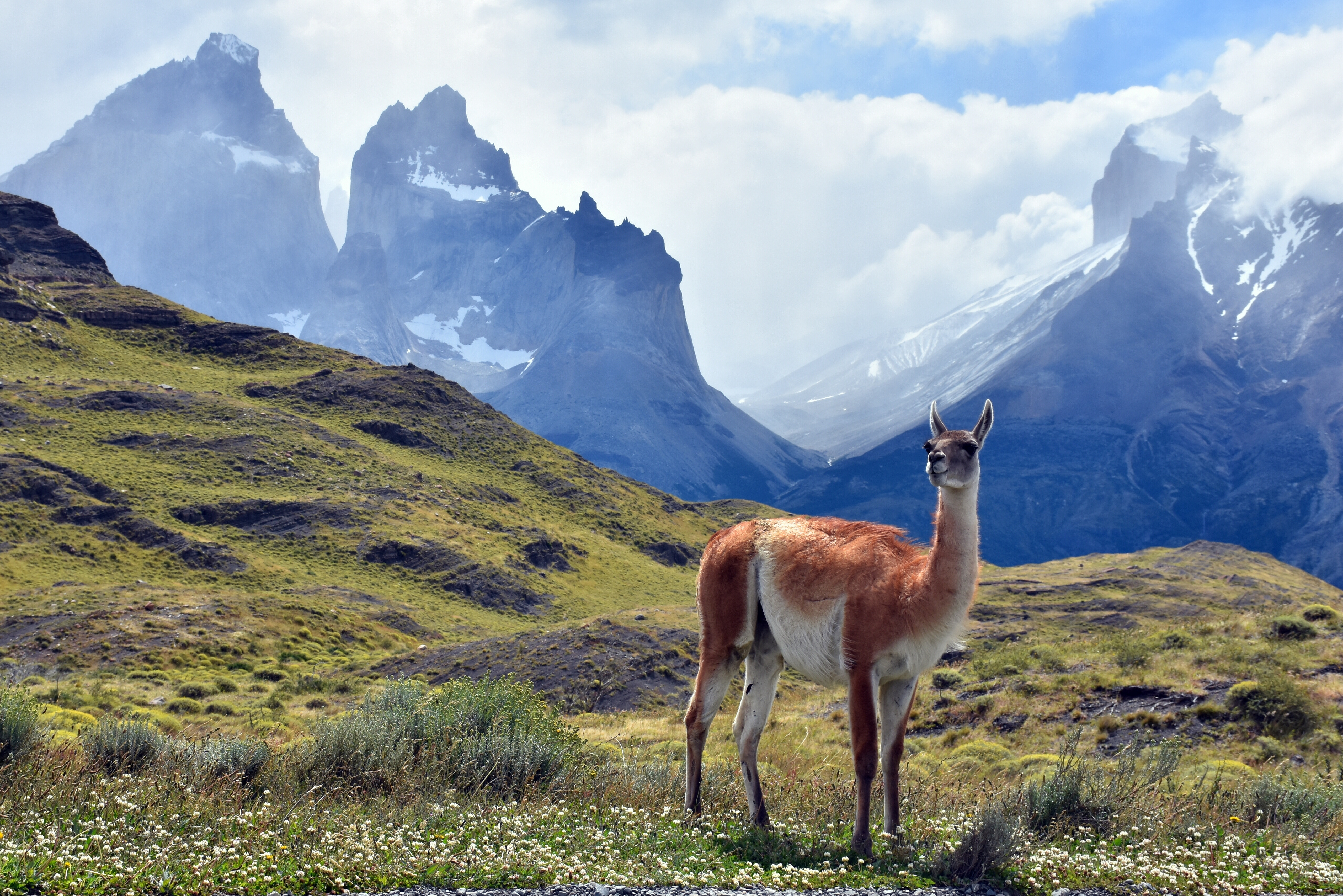
Llama guanac de la Patagònia

| Estrat | Descripció |
| ------ | --- |
| 1      | Correspon a una ocupació tehueltxe. Els artefactes són pocs en nombre i representen la cultura tehueltxe. |
| 2      | Té molt pocs objectes arqueològics. |
| 3      | Va revelar nombrosos artefactes lítics que indiquen una ocupació més intensiva del lloc. Entre aquests es van trobar puntes de projectil, rascadors, raspadors curts i petits i ossos de guanacs, cérvols, guineus, rosegadors i aus. |
| 4-5    | Corresponen a una erupció volcànica. De fet, una capa de cendra és aquests nivells. No hi ha restes arqueològiques en aquestes dues capes anomenades «estèrils». |
| 6-7    | Corresponen a la cultura coneguda com «Casa Pedra» o «Casapedrenca», caracteritzada per una major quantitat d'eines lítiques probablement per a la caça del guanac. Aquesta cultura va florir fa 7.500 anys a la Patagònia. Durant les excavacions es van trobar moltes fulles retocades a les vores, rascadors grans, raspadors i ganivets. |
| 8      | És pobre en artefactes lítics. La cova probablement va estar despoblada en aquesta època. |
| 9-10   | Ofereixen una font important de la cultura material coneguda com «Toldense». Es van trobar dues puntes bifacials, altres puntes de llança triangulars i primes, una gran quantitat de rascadors i raspadors de grans dimensions. Els artefactes van ser datats per carboni 14 entre 9.000 i 11.000 anys. Van ser identificats ossos de guanac, nyandú i cavalls. |
| 11-12  | Han ofert nombrosos artefactes lítics, que daten d'entre 11.000 anys i 13.000 anys. Entre aquests objectes hi ha puntes unifacials, grans estelles de pedra més o menys treballades i poc retocades en les vores, alguns raspadors i rascadors, la qual cosa implica una ocupació de caçadors adaptats a l'estepa de la Patagònia. Caçaven cavalls com el parahip i camèlids com els guanacs. Aquesta fase tecnològica va afavorir el desenvolupament posterior de la «Cultura Toldense». |